# Серебрійська сільська рада (Бершадський район)
| Серебрійська сільська рада — колишній орган місцевого самоврядування у Бершадському районі Вінницької області з адміністративним центром у с. Серебрія. Сільраді були підпорядковані населені пункти: - с. Серебрія - с. Березівка |

## Склад ради
Рада складається з 16 депутатів та голови.

## Керівний склад сільської ради
| ПІБ                        | Основні відомості                                                         | Дата обрання | Дата звільнення |
| -------------------------- | ------------------------------------------------------------------------- | ------------ | --------------- |
| Люльчак Сергій Альбертович | Сільський голова, 1972 року народження, освіта, безпартійний              | 26.03.2006   | 31.10.2010      |
| Люльчак Сергій Альбертович | Сільський голова, 1972 року народження, освіта вища, член Партії регіонів | 31.10.2010   |                 |

Примітка: таблиця складена за даними джерела

## Історія
20 лютого 1960 Березівська і Серебрійська сільські ради об'єднані в одну Серебрійську сільську раду з центром в селі Серебрія.